# Ágios Vlásios (ort i Grekland, Grekiska fastlandet)
Ágios Vlásios är en ort i Grekland.   Den ligger i prefekturen Nomós Evrytanías och regionen Grekiska fastlandet, i den centrala delen av landet, 230 km nordväst om huvudstaden Aten. Ágios Vlásios ligger 691 meter över havet och antalet invånare är 186.
Terrängen runt Ágios Vlásios är bergig åt nordost, men åt sydväst är den kuperad.Runt Ágios Vlásios är det mycket glesbefolkat, med 6 invånare per kvadratkilometer. Närmaste större samhälle är Epinianá, 12,2 km öster om Ágios Vlásios. I omgivningarna runt Ágios Vlásios växer i huvudsak blandskog.